# أبو بكر الصديق (كتاب)
أبو بكر الصديق كتاب للعلامة السوري الدمشقي علي الطنطاوي صدرت الطبعة الأولى من هذا الكتاب في عام 1353هـ (1935 م) وهو يقع في 308 صفحات من القَطْع المعتاد (17×24)، ويضم في آخره فهرساً للأعلام التي ترجم لها المؤلف في حواشي الكتاب، وهي تزيد عن مئتي ترجمة.

## القصة
ألّف علي الطنطاوي هذا الكتاب وهو في السادسة والعشرين من عمره، وقد ألّفه -كما يقول في مقدمته- استجابة لطلب من أحد الناشرين: «انتدبتني المكتبة العربية في دمشق لكتابة هذه السيرة الجليلة (وهي تقصد إلى نشر التاريخ الإسلامي ليعرف الشبان المسلمون أبطالهم وعظماءهم، وجلال ماضيهم وسموّ تاريخهم)، فأجبت -على عجزي وضعفي- آملاً أن أكون عاملاً صغيراً في هذا العمل الكبير».
ولكن موطن العجب ليس في تأليف الكتاب فحسب، بل هو في ذلك العدد الكبير من المراجع التي رجع إليها هذا الشاب، علي الطنطاوي، ليجمع لنا أخبار هذا الكتاب. والتي تتصرّم في قراءة أمثالها أعمارُ أمثالنا، وبعضها مخطوط. فكيف صبر على المراجعة في هذه الكتب جميعاً؟ بل وكيف صبر على جهد التأليف ومشاقّه؟
هذا هو الجواب بقلمه في مقدمة الكتاب: «كنت أريد أن أسلك في هذا الكتاب سبيل الدراسة التحليلية، ولكن» المكتبة العربية«تريد تاريخاً صحيح السند، مضبوط الرواية، وأن أجمع في كتاب واحد ما تفرق من سيرة الصديق الأعظم في عشرات الكتب التي لا يعرفها ولا يصل إليها إلا رجل له بصر بالتاريخ، وصبر على البحث، وباع في الأدب، ومشاركة في العلوم الإسلامية كلها... ثم لا يحصل منها في يده إلا روايات مقطّعة مكرّرة لا تخلو أحياناً من التضارب. وقد كرهت -بادي الرأي- هذا الأسلوب، وكنت امرءاً لا صبر له على المراجعات الكثيرة، ولم يألف من الكتابة إلا الكتابة الأدبية الوصفية ولم يُقبِل على غيرها من سنين طويلة... وقلت: كيف أحبس نفسي على كتاب واحد وأحمل همّه أياماً طويلة، وأنا لا أحمل همّ ما أكتب ولا أفكر فيه إلا حين أكتب، ولا أطيق أن أعود إليه بتصحيح أو تنقيح؟».
ولكنه فعل، وقد ذهب فنقب في مئات المجلدات حتى جمع لنا أخبار الصدّيق في هذا الكتاب، ثم رتبها وبوبها، وعارض بعضها ببعض (كما قال في المقدمة) وتحرّى الصحيح منها، وعلق عليها بمئات الحواشي والتعليقات، وصنع للكتاب مقدمة وخاتمة. أما الكتاب نفسه فقد رُتّب في اثني عشر باباً؛ وهي: اسم أبي بكر الصديق ولقبه وكنيته، ونسبه وصفته، وخبره قبل الإسلام، وإسلامه وإسلام ناس على يديه، وهجرته إلى المدينة في صحبة النبي صلى الله عليه وسلم، وأخباره ومشاهده بعد الهجرة، وخلافته، ومناقبه، وأخبار متفرقة عنه، ومرضه واستخلافه ووفاته، وأسرته، وأخيراً: المأثور من كلامه. وقد تفاوتت هذه الأبواب طولاً وقِصَراً؛ فبعضها موجز قصير (مثل الحديث عن اسمه ولقبه وكنيته والحديث عن شأنه قبل الإسلام)، وبعضها طويل يجاوز أربعين صفحة من الكتاب أو قريباً من ذلك (كالحديث عن أخباره ومشاهده بعد الهجرة والحديث عن خلافته).

## مكانة هذا الكتاب
يعد هذا الكتاب أول كتاب أُلّف في سيرة الصدّيق في عصرنا الحاضر، وقد جاءت الإشارة إلى هذا الأمر في خاتمة الكتاب، وفيها: «هذا ما يسّر الله وانتهى إليه الجهد، نقدمه وفي النفس شعور بالنقص، وعلى اللسان اعتراف بالتقصير، ولكنه أول كتاب في سيرة أبي بكر، ولا بد فيه من عجز البداية عن بلوغ النهاية مع بعد الغاية». وقد جاءت شهادة مشابهة من مصدر محايد هو الزركلي في «الأعلام»، فهو يقول في آخر ترجمة الصدّيق: «ومما كُتب في سيرته» الصدّيق أبو بكر«لمحمد حسين هيكل و»أبو بكر الصديق «للشيخ علي الطنطاوي» (ومن منهج الزركلي في أعلامه أن يستقصي ما أُلّف عن صاحب الترجمة فيذكره في آخرها). ثم نجد إشارة أخرى صريحة في «ذكريات» علي الطنطاوي تشير إلى أن محمد حسين هيكل قد أصدر كتابه بعد كتاب علي الطنطاوي ونقل عنه. قال: «وضعت في كتابي»أبو بكر الصديق «وكتاب»عمر بن الخطاب «في الذيل مصدر كل خبر (الكتاب والطبعة والجزء والصفحة)، فأخذ ذلك كُتّاب كبار وصغار منهم العقاد في العبقريات ومحمد حسين هيكل، ونسبوا الخبر إلى مصدره وأهملوا ذكر كتابي الذي نقلوا عنه اسم المصدر. ولي على ذلك أدلة وبراهين، وقد قلته من قبل».

## وصلات خارجية
- موقع علي الطنطاوي